# Joanna Szafruga-Sypniewska
Joanna Szafruga-Sypniewska (ur. 22 czerwca 1959 w Tarnowskich Górach) – polska polityk, posłanka na Sejm II kadencji.

## Życiorys
W 1983 ukończyła studia na Wydziale Handlu, Transportu i Usług Akademii Ekonomicznej w Katowicach. Pracowała jako główna księgowa. W latach 1993–1997 była posłanką II kadencji z listy Unii Demokratycznej, wybranym w okręgu gliwickim. Bez powodzenia kandydowała w wyborach parlamentarnych w 1997 i 2001 z ramienia Unii Wolności.
Od 1998 do 2002 pełniła funkcję radnej powiatu tarnogórskiego (bezskutecznie ubiegała się o ponowny mandat w 2002 i 2006 z lokalnego komitetu).
Zajęła się działalnością w zakresie usług doradczych i informacyjnych dla przedsiębiorstw. Została konsultantką Polskiej Agencji Rozwoju Przedsiębiorczości i Fundacji Rozwoju Demokracji Lokalnej.
W 2014 odznaczona Krzyżem Kawalerskim Orderu Odrodzenia Polski.